# Телур
Телур (Te, лат. tellus) металоид је A групе са атомским бројем 52. У периодном систему налази се у 6. главној групи тј. 16. групи по IUPAC-у и 5. периоди, па се стога убраја у халкогене елементе. Име је добио по латинском називу за Земљу. Минерал телура је нпр телурит (TeO2).
Телур је заступљен у земљиној кори у количини од 0,005 ppm (енгл. parts per million). Његова распрострањеност се приближно може мерити са распрострањеношћу злата, с којим такође може градити и разна једињења, који се налазе у природи у виду минерала. Кристални телур је сребрено-бели, полуметал с металним сјајем, који изгледом наликује на калај и антимон. На механичко оптерећење, телур реагује врло крхко и ломљиво, па се стога врло лако може претворити у прах. У хемијским једињењима са неметалима, он има доста сличности са сумпором и селеном, док у легурама и међуметалним једињењима показује веома изражене (полу-)металне особине.

## Историја
Телур је 1782. открио аустријски хемичар и минералог Франц-Јозеф Милер фон Рајхенстајн (1740–1825) током испитивања руде злата из рудника Златна (мађ. Faczebaja) у близини румунског градића Алба Јулија, након што је из руде издвојио мање злата од очекиваног. На истраживање те руде подстакнуо га је научни рад Nachricht vom gediegenen Spiesglaskönig in Siebenbürgen (Вест од самородном минералу „Списгласкениг” из Трансилваније), Игнаца фон Борна (1742–1791). Називом Spiesglaskönig означаван је самородни антимон, док је Spiesglas био стари назив за минерал антимонит . Фон Борн је сматрао да је самородни метал из руда злата заправо антимон, а своје мишљење је заснивао на малим издвојеним узорцима једињења злата са антимоном. С тим мишљењем није се слагао Милер фон Рајхенстајн, који је мислио да се ради о „засумпореном” бизмуту. После накнадних испитивања, чије резултате је објавио између 1783. и 1785 у расправи у четири дела, искључио је могућност да се ради о бизмуту, јер овај метал за разлику од антимона и бизмута, готово никако није реаговао са сумпорном киселином. Он је металној фази овог елемента дао назив metallum problematicum (такође и aurum problematicum односно aurum paradoxum). Према данашњим сазнањима, овај узорак се, поред самородног телура, састојао и из минерала нагијагита ) и силванита. Милер фон Рајхенстајн је претпостављао, да проблематични метал можда садржи неки нови, до тада још непознати, полуметал. Његову претпоставку потврдио је шведски минералог и хемичар Торбен Олоф Бергман (1735–1784). Године 1783. фон Рајхенстајн је Бергману послао узорак ове руде на мишљење, међутим коначни одговор од њега није добио. Бергман је умро наредне године, а фон Рајхенстајн је испитивања проблематичног метала завршио 1785. године.
Тек дванаест година касније, Мартин Хајнрих Клапрот је 1797. у Берлину добио узорак фон Рајхенстајнове руде. Клапрот је разматрао закључке до којих је дошао фон Рајхенстајн те прикупио довољно доказа за откриће новог елемента. У јануару 1798. Клапрот је у једном раду навео доприносе фон Рајхенстајна те му приписао откриће новог елемента. Пошто фон Рајхенстајн није овом елементу дао име, Клапрот се одлучио за назив телур (лат. tellus - Земља). Он наводи: У сврху затварања досадашње празнине у хемијској минералогији овде са овим вредним рудама представљам своје напоре и искуства, чији основни резултат се састоји у потрази и потврди „новог стварног метала”, којем дајем име „tellurium” изведено из имена старе „мајке” Земље. Првобитни узрок материјала са типског локалитета Златна, којег је Клапрот имао на располагању, данас се налази у Музеју природних наука у Берлину.
Независно од фон Рајхенстајна и Клапрота, мађарски хемичар и ботаничар Пал Китејбел такође је открио телур 1789. приликом испитивања руда злата из рудника код Нагиборжења у Мађарској. У свом објављеном раду Клапрот је навео само фон Рајхенстајнова открића, иако је о томе 1796. имао доступна сазнања и од Китејбела. У једном писму упућеном Китејбелу, Клапрот је објаснио да му је био доступан садржај његових рукописа, али при проучавању фон Рајхенстајнових руда није уочио сличност с његовим радом. Напокон, Клапрот је убедио Китејбела да откриће телура треба у потпуности приписати фон Рајхенстајну, јер је он неколико година раније спровео иста истраживања на новом елементу.
Симбол елемента Te предложио је 1814. Јакоб Берцелијус, а користи се до данас. Прво објашњење структуре кристалног телура помоћу рендгенске дифракције начињено је 1924. године.

## Особине

### Физичке
Кристални телур је интринсично директни полупроводник са ширином полупроводне зоне од 0,334 . Електрична проводљивост као и код свих других полупроводника може се повећати путем повишења температуре или осветљењем, мада је код телура забележен врло мали раст проводљивости. Електрична проводљивост и топлотна проводљивост код телура зависе од правца, тј. анизотропно. Кристални телур је релативно мек (Мосова тврдоћа 2,25) и крак материјал, који се врло лако може претворити у прах. Повећањем притиска телур прелази у друге кристалне модификације. Изнад 450 ° телур се топи у црвену течност, која се при температури изнад 990 ° испарава у жути дијамагнетични гас састављен из двоатомних молекула Te2. На температурама изнад 2000 ° молекул Te2 се распада на појединачне атоме.

### Хемијске
Кристални телур је нерастворљив у води и врло слабо растворљив у минералним киселинама попут хлороводичне и сумпорне као и у алкалним растворима. Међутим, врло добро је растворљив у азотној киселини, која је иначе врло снажно оксидационо средство те оксидује елементарни телур до телурата са стабилним оксидационим стањем +4. Течни телур напада бакар, жељезо па чак и рђајуће племените челике.
У једињењима са неметалима, телур се понаша слично као и лакши члан из његове групе у периодном систему, селен. При сагоревању у ваздуху, телур гори зелено-плавим пламеном дајући телур диоксид TeO2:
{\displaystyle \mathrm {Te\ +\ O_{2}\longrightarrow \ TeO_{2}} }
Са халогеним елементима телур спонтано реагује дајући халогениде. При томе је занимљиво да, за разлику од лакших хомолога селена и сумпора, телур гради термодинамички стабилне јодиде, између осталих телурјодид, TeI са оксидационим стањем +1. Са неплеменитим металима, на пример цинком, телур реагује врло бурно дајући одговарајуће телуриде.

### Изотопи
Познати су изотопи телура са масеним бројевима између 105 и 142. Природни телур је изотопска смеша састављена из осам изотопа, од чега је пет (122, 123, 124, 125, 126Te) стабилно. Изотоп 123Te би се теоретски требао распадати на 123 путем електронског захвата. Међутим, овај распад није потврђен у експериментима. Сматра се да је доња граница његовог времена полураспада износи око 9,2 · 1016 година (92 билиона). Изотоп 120Te путем двоструког електронског захвата директно прелази у изотоп калаја 120. Изотопи 128 и 130 путем емисије бета-зрака (двоструки бета-распад) прелазе у 128 и 130.
Највећи удео у природном телура око једне трећине сачињава изотоп 130 који има претпостављено време полураспада од 7,9 · 1020 година, а следи га изотоп 128Te. Просечна атомска маса природне смесе изотопа износи 127,6 те је тако већа од следећег (моноизотопског) елемента у периодном систему, јода, који има 126,9. 128Te се сматра за изотоп са најспоријим распадом међу свим нестабилним сличним елементима. Овај посебно спори распад са временом полураспада од 7,2 · 1024 година (7,2 квадрилиона година тј. у 1 kg се сваких 18 месеци распадне један атом) може се доказати само на основу детекције производа распада (128Xe) у неким изузетно старим узорцима природног телура.
Од осталих изотопа, има и нуклеарни изомер  који са 154 дана има најдуже време полураспада. И код изотопа 127 и 129 времена полураспада изомера прелазе она код њихових основних стања. Као трасер у нуклеарној медицини најчешће се користи изотоп 127, а следи га 121. Изотопи 127 и 129Te се јављају као производи цепања језгара у атомским реакторима.